# Lista cartierelor din Constanța
Lista cartierelor din Constanța este:
- Abatorul
- Anadalchioi
- Badea Cârțan
- Berechet
- Boreal
- Casa de Cultură
- Compozitori
- Centru
- Centrul Vechi
- C.E.T.
- Coiciu
- Dacia
- Energia
- Faleza nord
- Faleza sud
- Farul
- Gara
- Groapa
- Halta Traian
- ICIL
- Brătianu („Filimon Sârbu” între anii 1948-1990)
- Inel I
- Inel II
- Km. 4 (zis și „Billa” după centrul comercial respectiv)
- Km. 4-5
- Km. 5
- Mamaia
- Medeea
- Palas
- Palazu Mare
- Peninsula
- Pescăria
- Piața Chiliei
- Piața Griviței
- Portul
- Tăbăcăria
- Tomis I
- Tomis II
- Tomis III
- Tomis IV
- Tomis Nord
- Tomis Plus
- Trocadero
- Unirii
- Universității
- Victoria
- Viile Noi
- Zona Industrială Constanța